# Rhinotoroides bifurcata
Rhinotoroides bifurcata är en tvåvingeart som beskrevs av Guilherme A.M.Lopes 1934. Rhinotoroides bifurcata ingår i släktet Rhinotoroides och familjen myllflugor. Inga underarter finns listade i Catalogue of Life.